# Cephalotes eduarduli
Cephalotes eduarduli är en myrart som först beskrevs av Auguste-Henri Forel 1921.  Cephalotes eduarduli ingår i släktet Cephalotes och familjen myror. Inga underarter finns listade.

## Bildgalleri

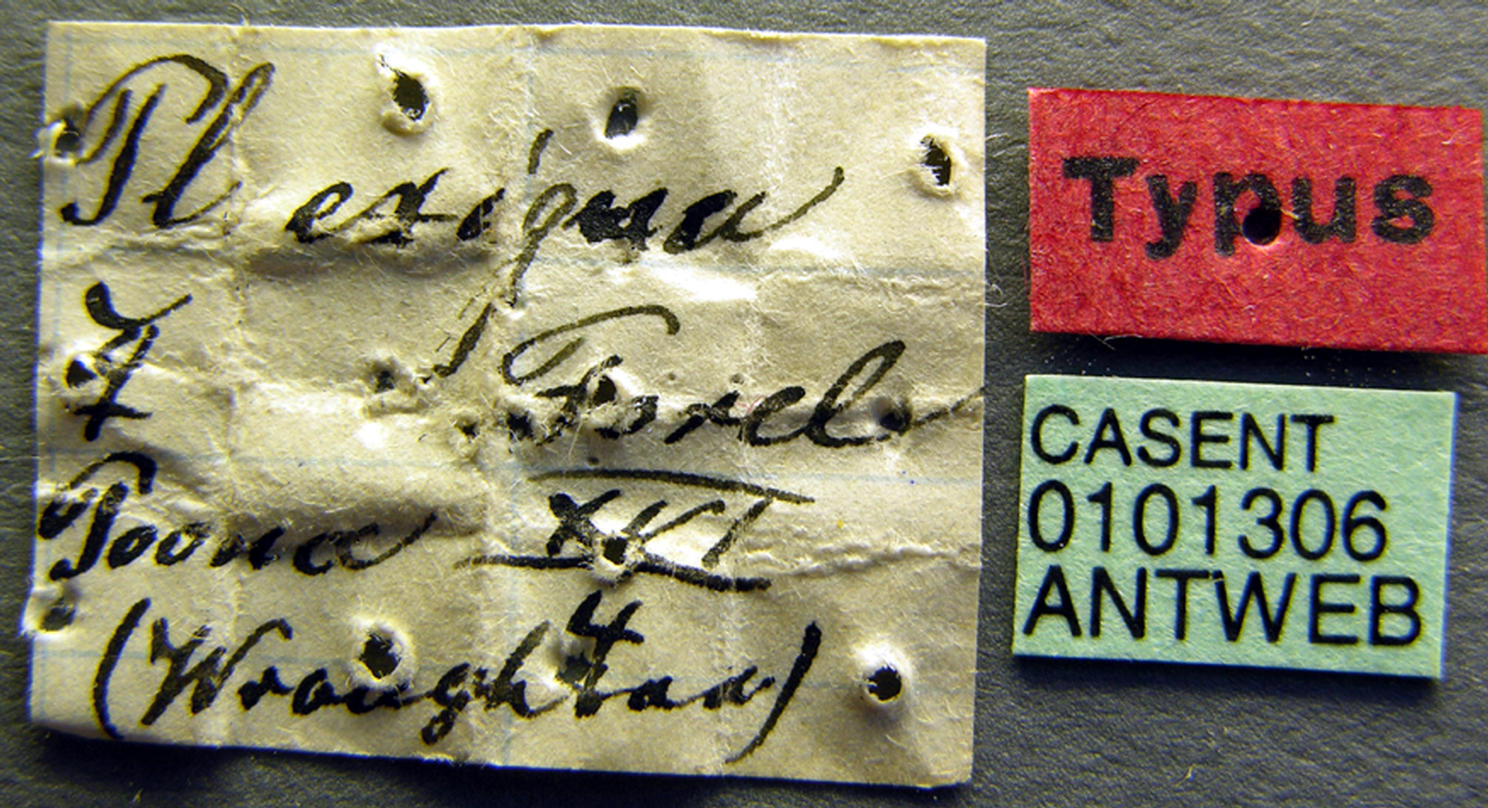
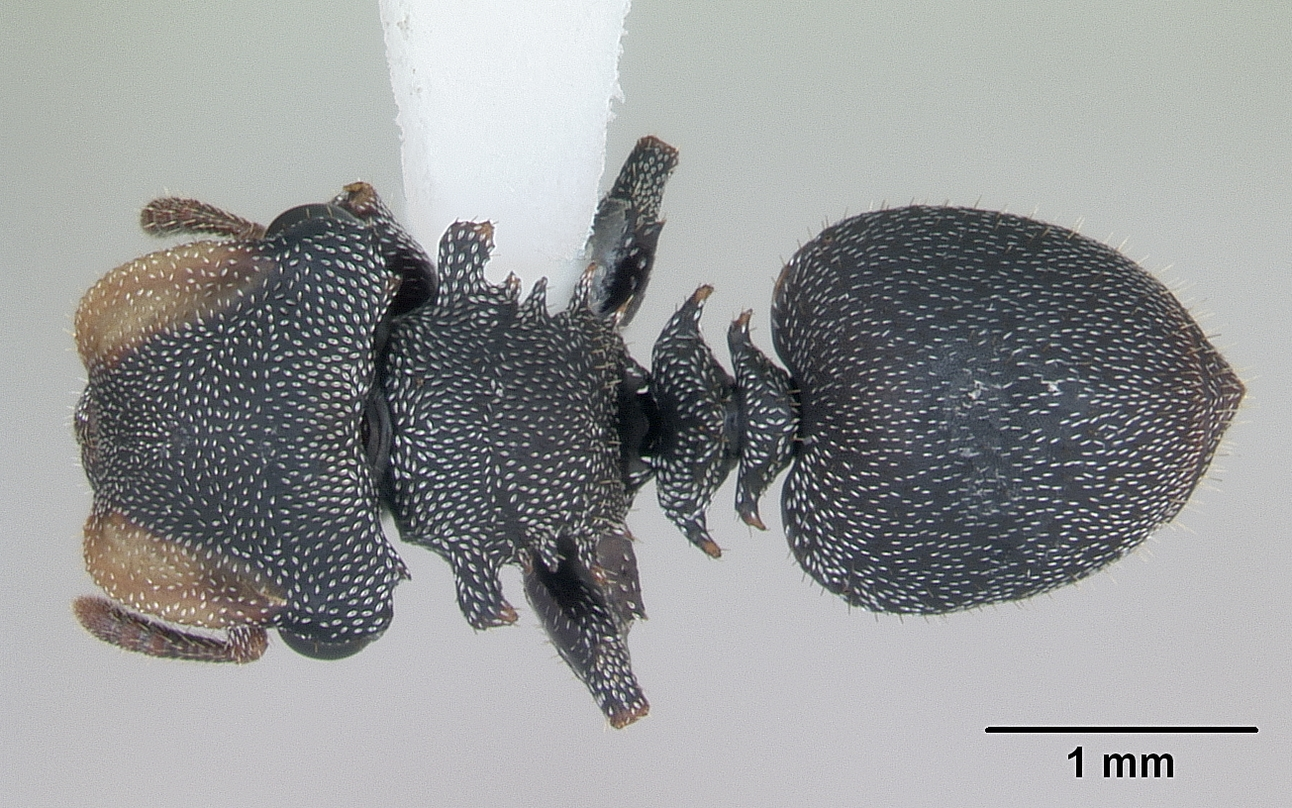
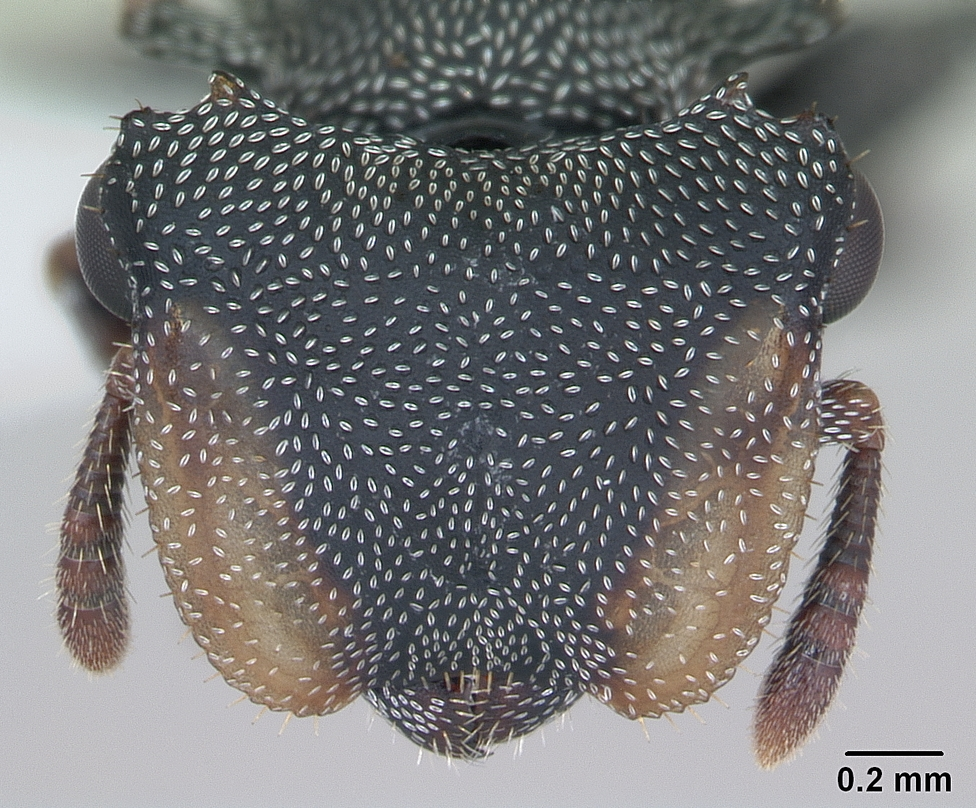
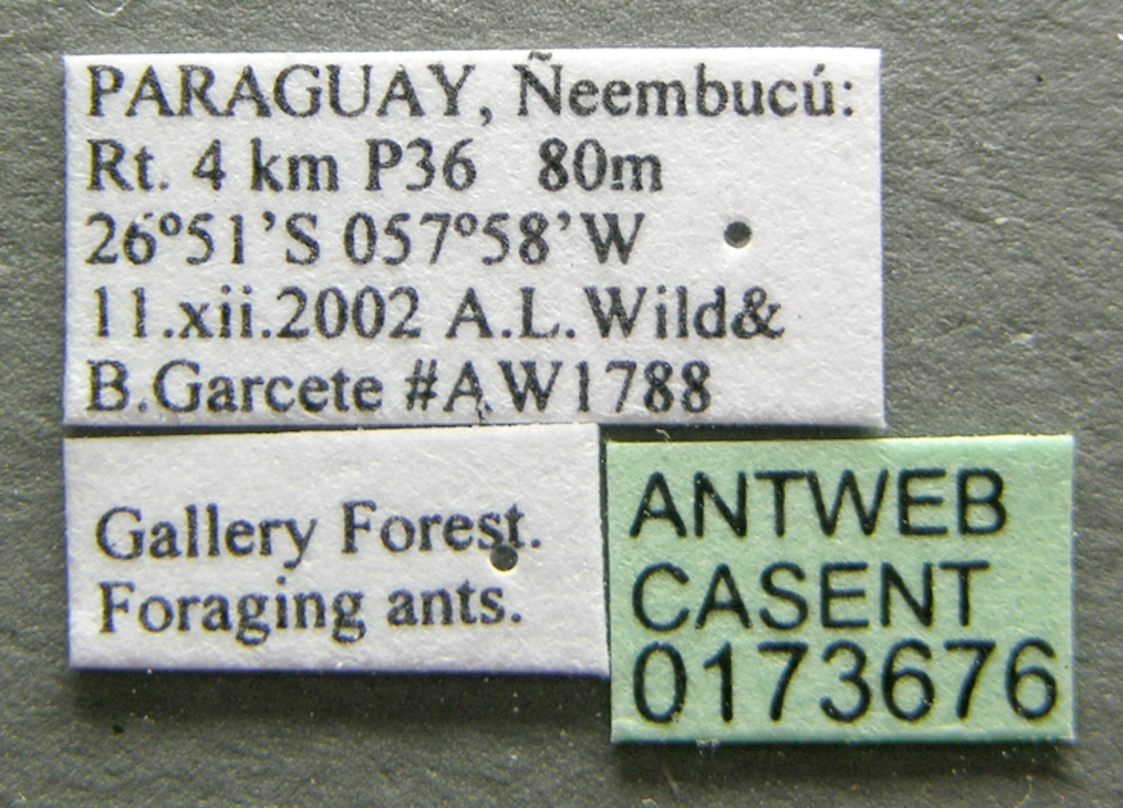